# NGC 4802
NGC 4802 (NGC 4804) é uma galáxia lenticular (S0) localizada na direcção da constelação de Corvus. Possui uma declinação de -12° 03' 17" e uma ascensão recta de 12 horas, 55 minutos e 49,6 segundos.
A galáxia NGC 4802 foi descoberta em 27 de Março de 1786 por William Herschel.